# Outi Mäkelä
Outi Maarit Mäkelä, född 16 augusti 1974 i Nurmijärvi, är en finländsk politiker (Samlingspartiet). Hon är ledamot av Finlands riksdag sedan 2007. Till utbildningen är Mäkelä ekonomie magister.
Mäkelä omvaldes i riksdagsvalet 2015 med 6 598 röster från Nylands valkrets.